# Ischnocampa achrosis
Ischnocampa achrosis là một loài bướm đêm thuộc phân họ Arctiinae, họ Erebidae.